# Aljaksandr Hukaŭ
Aljaksandr Mikalaevič Hukaŭ (in bielorusso Аляксандр Мікалаевіч Гукаў?, in russo Александр Николаевич Гуков?, Aleksandr Nikolaevič Gukov; Minsk, 18 marzo 1972) è un ex nuotatore bielorusso.

## Carriera
Fortemente specializzato nella rana, ha vinto diversi titoli continentali e mondiali sia in vasca lunga che in vasca corta.

## Palmarès
- Mondiali in vasca corta:

Göteborg 1997: oro nei 200m rana.
- Europei

Siviglia 1997: oro nei 100m e 200m rana.
- Europei in vasca corta

Rostock 1996: oro nei 200m rana e bronzo nei 100m rana.